# スタークルーザー
『スタークルーザー』 (Star Cruiser) は、アルシスソフトウェアが開発し1988年5月に発売されたPC-8801mkIISR以降用3Dアクションアドベンチャーゲーム。
1988年にはX1turbo、PC-9801VM/UV向けに、1989年にはX68000向けに移植された他、1990年にはメガドライブ移植版がメサイヤから発売された。後にWindows用のプロジェクトEGG対応ソフトとして、2008年にPC-8801版、2011年にX68000版、2021年にメガドライブ版が配信された。

## 概要
3Dで展開される、スペースオペラのような世界観の作品で、メガドライブ版は同機初のポリゴンシューティングゲームだった。PC版、MD版とも当時持ち得る技術を惜しみなく引き出していた。PC版「1」の迷宮戦での戦闘が敵にぶつかるとバトルフィールドへ移行し、小さなフィールドで戦うのに対し、メガドライブ版と「2」では3Dフィールド内で自由自在に射撃を行うことができた。
「2」のオープニングで「1」の戦闘がVOID戦役として紹介される。
宇宙空間の敵が表示上とは違う方向に移動している不具合や、回転の操作性が悪く、敵を追跡する際の難易度が高いという欠点が存在した。「2」ではともに改善された。開発当初から回転の操作性を向上することになっていたが、発売直前まで修正されなかった。コマンド戦闘は操作系の問題を解決する目的も含めて開発途中から導入されていた。
ファミリーコンピュータ用ソフト『スターラスター』（1985年）と違い、升目ごとに閉鎖された宇宙を蛇行するのではなく、広い宇宙を飛んでいるため、便宜上、ワープを使わなくても目的の惑星近くまで飛ぶことはできるが、着陸には「ビーコン」というデータ（ゲーム内のフラグ）が必要になる。
なおX68000版より前のバージョンでは取り込み画像を加工したものだったが、X68000版以降は権利関係の問題もあり、アニメ調となっている。PC版（PC-8800シリーズ版(SR以降)、X1turboシリーズ版、PC-9801版、X68000版）とメガドライブ版は若干異なっている。
続編として『スタークルーザー2』（1993年）が発売された。この続編はPC9801シリーズ版とFM-TOWNS版のみのリリースとなった（DOS/V版のリリースが予定されていたが実際に開発・発売されたかは不明）。

## 設定

### 世界観
人類が宇宙に進出した後、というものを基底としたスペースオペラである。ブラックホール、モノポール、複数の方式を設定し分けたワープ航法など、80年代中葉当時の先端宇宙論や物理学予想、SF用語を駆使し、コンピュータゲームながらサイエンスフィクションとしての骨格を太いものとしていた。
物語の視点は、常にブライアン（主人公）＝プレイヤーという図式を守っており、主人公の知りえない情報をプレイヤーのみが知り得るという「神の視点」を排除している。
また、内的独白、主人公の感情吐露を交えることなく物語を進行させることにより、センチメンタリスムへ陥ることも避けている。
主人公ブライアンのクールさに加え、こうした物語そのもののクールさにより、本作はハードボイルドとしても価値のある作品となっている。
また、「2」では人類の祖先たちは全銀河をその版図とした一大帝国を築いたことがあったが、ある時を境に植民地を全て放棄していくつかの星系に引きこもり、銀河の歴史から消えた伝説の種族の末裔だとされる。この伝説の種族が帝国を築いてきた時代に支配を受けてきた種族が現在の銀河連邦の主核構成種族の一部にも根強く残っており、その末裔である人類を快く思わずVOIDもNUKEもこの種族の手によってもたらされた可能性が非常に高い。

## 登場人物

### ハンターギルド側
ブライアン・ライト（パソコン版のみ、メガドライブ版はデフォルト名）
このゲームの主人公。パソコン版では人並みに話すが性格はいたってクール。ダイアナいわく『ギブスンよりもアイスが好き』…なほど、冷淡な主人公である。

ブライアンには宇宙外交官としての極めて特殊な資質と才能があると銀河連邦大使から言われたこともある。現行の人類側の宇宙大使が不慮の事故で死亡した場合は延命措置を受けざるを得ない状況に陥る可能性がある。
MD版では主人公の名前はプレイヤーが自由に付けられ、名前入力時に何も入力せずに始めると、「ブライアン」として登録される。プレイヤーを3Dに引き入れる事を重視した為、メサイヤ側が配慮し、無口であることを条件に自由に想像できるようにしたものである。そのため、主人公が女性と想像してプレイすることもできた。ただし、作中に「彼」との表記あり。
フレディ（MD版のみ）
無口な主人公に代わって喋ってくれるロボット。本人(?)曰く、「主人公が無口なので喋らざるをえない」。名前の元ネタは、宇宙家族ロビンソンのフライデーのもじり。
オリジナルのパソコン版では、ブライアンの搭乗するスタークルーザー及びランドタンクに搭載されたコンピューターの　"Com" であり、コマンド「調べる」「動かす」の際に状況を説明するためだけの存在である。メガドライブ版では主人公のかわりに全てのセリフを喋ることになり、それにあわせて固有の名称「フレディ」がついた。
ダニエル・ギブスン
ブライアンの親友。木星のバー「大赤班」でブライアンに当時VOIDの最新鋭艦のスタークルーザー奪取を持ち掛ける。名前は、マティーニのオリーブのかわりにパール・オニオンを入れたカクテルの名称から来ているらしい。
味方すらも驚くほどの根回しの達人でもある。
「2」においてはヒダリ・ダイゴ（メガドライブ版ではサカイ・ダイゴ）の孫、裕子とは恋人同士であるが、ダイゴには認められていないためか、二人ともダイゴに知られることを恐れている。そのためにブライアンやダイアナから脅迫じみた相談に応じざるを得なかったことは1度や2度ではすまない様子である。
ダイアナ・ガーディス
ブライアンのことを心配している女性クルー。いわばこのゲームのヒロインでもある。
あるエイリアンの惑星で、不気味なファーストフードのメニューを見て、「ここはエイリアンだらけの星ね。」と愚痴をこぼしたところをある人物に「ここがエイリアンの星ではない、我々（地球人）がエイリアンなのだ。」と突っ込まれた。
ヒダリ・ダイゴ（メガドライブ版ではサカイ・ダイゴ）
VOIDに監禁され、スタークルーザーを開発させられていた科学者。いわばメカニック親父。
孫の裕子がいる。
マサシ・クラーク
ソル星系ハンターのリーダー格。

### VOID側
B-システム
ヒダリが知らない間にスタークルーザー内部へ配置されていたバイオコンピューター、船内で戦闘を行った。
B-システム撃破後は客間兼会議室に改造された。
ガイスト・ニードマン（メガドライブ版）、VOID-MAX（パソコン版）
メガドライブ版では最初に『ガイスト・ニードマン』という偽名で名乗ってきた。
エイリアンを完全に排除し、人間だけの宇宙にしようとテロ活動を指導してきたが、その彼こそが実は人類に排外テロリストの汚名を着せて宇宙から排除しようと企むエイリアンだった。
nuke核
新興麻薬NUKEの元凶にしてそのものでもある。NUKEとは単なる麻薬ではなく、人類を滅ぼすためにかつて人類の祖先の作った帝国に隷属と服従を余儀なくされた種族の末裔が放った生物兵器である。

## 移植版
| No. | タイトル                                     | 発売日         | 対応機種           | 開発元                          | 発売元               | メディア                          | 型式     | 備考                  |
| --- | -------------------------------------------- | -------------- | ------------------ | ------------------------------- | -------------------- | --------------------------------- | -------- | --------------------- |
| 1   | スタークルーザー                             | 1988年8月      | X1turbo            | アルシスソフトウェア            | アルシスソフトウェア | 5インチ2Dフロッピーディスク2枚組  | -        |                       |
| 2   | スタークルーザー                             | 1988年         | PC-9801VM/UV以降   | アルシスソフトウェア            | アルシスソフトウェア | フロッピーディスク                | -        |                       |
| 3   | スタークルーザー                             | 1989年4月14日  | X68000             | アルシスソフトウェア            | アルシスソフトウェア | 5インチ2HDフロッピーディスク2枚組 | -        |                       |
| 4   | スタークルーザー                             | 1990年12月21日 | メガドライブ       | アルシスソフトウェア            | メサイヤ             | 4メガビットロムカセット           | T-25063  |                       |
| 5   | スタークルーザー                             | 2008年4月29日  | Windows            | D4エンタープライズ （移植担当） | D4エンタープライズ   | ダウンロード （プロジェクトEGG）  | -        | PC-8801版の移植       |
| 6   | スタークルーザー                             | 2011年11月29日 | Windows            | D4エンタープライズ （移植担当） | D4エンタープライズ   | ダウンロード （プロジェクトEGG）  | -        | X68000版の移植        |
| 7   | スタークルーザー                             | 2021年11月30日 | Windows            | D4エンタープライズ （移植担当） | D4エンタープライズ   | ダウンロード （プロジェクトEGG）  | -        | メガドライブ版の移植  |
| 8   | スタークルーザー                             | 2022年10月27日 | メガドライブ ミニ2 | エムツー                        | セガ                 | プリインストール                  | HAA-2524 | メガドライブ版の移植  |
| 9   | EGGコンソール スタークルーザー PC-8801mkIISR | 2024年9月19日  | Nintendo Switch    | D4エンタープライズ （移植担当） | D4エンタープライズ   | ダウンロード                      | -        | PC-8801mkIISR版の移植 |

メガドライブ版（MD版）について
唯一の家庭用ゲーム機移植版。おおよそはX68000版（X68K版）をベースにして移植されているが、ハードスペックなどが低い事からポリゴンは大分荒くなっている。前述のとおりメガドライブでポリゴン描画された最初期の作品であり、ポリゴン描画をMDで実現すること自体に相当の開発的労苦があったろうことは留意するべきである。またポリゴンを2色の縦ラインでタイリングしている箇所があるが、これはコンボジット出力した際に色が滲んで中間色になって見えるMDの特性を利用したものである。そのためコンバータを使用して高解像で表示するより標準のコンボジットで出力する方が擬似的に色数が多くなる。
その他、X68K版との細かい変更点は下記の通り。
- 主人公の名前を変更できる(何も入力しないとブライアンになる)。お喋りはフレディが代行。主人公の顔グラフィックが存在しない。
- だいせきはん（メガドライブ版では漢字が使われていない。バー「大赤班」の事）がレストランになっている。
- 迷宮戦では3Dステージがフルに活用されており、エンカウントから戦闘フィールドに移行することなく、迷宮内でそのままシームレスに戦闘が繰り広げられる。この戦闘スタイルがスタークルーザー2に採用された。
- 金銭の概念が無いので、宇宙海賊の雑魚狩りの必要がなく、ドックへ行けば常に無料で、シールドは無傷に、燃料は満タンに出来る。
- ヒダリ･ダイゴ（ユウコ）の苗字がサカイに変わっている。
- 「太陽風」（メガドライブ版ではソーラーウィンド）の描写が一部異なっている。
- カティーサーク（赤いスタークルーザー）のみで、青いスタークルーザーは登場しなかった。

MD版は長らく他機種への移植事例が無かった。メインプログラマーの吉村功成は自身のTwitterアカウントで、アルシスソフトウェア（最終企業名「サイバーヘッド」）の解散に伴いソフトウェアプログラムIPの著作権が複雑に散逸してしまったためであることを示唆している。
2020年12月、かつてメガドライブ専門ゲーム雑誌「Beep!メガドライブ」を刊行していたSBクリエイティブ（当時の社名は「日本ソフトバンク」）は、2021年7月に同誌を含めたセガハード系ゲーム雑誌のアーカイブ的ムック本「セガハードヒストリア」を刊行する予定であることを発表。この本に同梱する、PC（Windows）で実際に遊べるメガドライブのゲーム10タイトル（を収録した何かしらのメディア）の1本として、MD版スタークルーザーを収録する予定とした。そして2021年11月、プロジェクトEGGにてMD版の配信がされた。
2022年10月発売のメガドライブ ミニ2版はMD版の移植であるが、「テラドライブ」のアーキテクチャを応用した処理落ち軽減機能を用いて遊べる「ハイスピードモード」が実装された。

## スタッフ
PC版
- ストーリー：吉村功成
- シナリオ：宮園武志
- プログラム：吉村功成、くはらのぶひこ、宮園武志
- グラフィック：吉村功成
- 3Dグラフィック：くはらのぶひこ、吉村功成
- 音楽：山中季哉
- 音楽アシスト：長野修
- デモンストレーション：くはらのぶひこ

※PC-8801シリーズ版のオープニングより
メガドライブ版
- プロデューサー：小野木圭一
- アシスタント・プロデューサー：八坂圭祐
- ディレクター：長野修（アルシス）
- ゲーム・デザイナー：吉村功成（アルシス）
- シナリオ・ライター：吉村功成（アルシス）
- チーフ・プログラマー：NEKOGEININ（アルシス）
- プログラマー：生魚清一（アルシス）
- グラフィック・デザイナー：よしむらりょう（アルシス）、松尾隆美（アルシス）
- 3Dデザイナー：3D-EDITOR KUN（アルシス）、JUA.YAMASHITA（アルシス）、よしむらりょう（アルシス）、松尾隆美（アルシス）
- タイトル・デザイナー：よしむらりょう（アルシス）
- 音楽、効果音：山中季哉（アルシス）
- マップ・デザイナー：吉村功成（アルシス）、松尾隆美（アルシス）、よしむらりょう（アルシス）
- スペシャル・サンクス：たいらなおたか（アルシス）、ふくやすお（アルシス）、伊藤伸一
- マネージャー：小野木圭一
- エグゼクティブ・ディレクター：白倉安昌

## 評価
メガドライブ版
- ゲーム誌『ファミコン通信』の「クロスレビュー」では合計24点（満40点）になっている[10]。

- ゲーム誌『メガドライブFAN』の読者投票による「ゲーム通信簿」での評価は以下の通り23.14点（満30点）となっている[1]。また、同雑誌1993年7月号特別付録の「メガドライブ&ゲームギア オールカタログ'93」では、「SF映画を見ているような雰囲気に浸れる」とストーリー展開に関して肯定的に評価した他、戦闘シーンがシューティングゲームになっている事を指摘した上で「宇宙空間での戦闘は迫力もの」と称賛した[1]。

| 項目 | キャラクタ | 音楽 | 操作性 | 熱中度 | お買得度 | オリジナリティ | 総合  |
| 得点 | 4.00       | 3.66 | 3.19   | 4.01   | 4.00     | 4.28           | 23.14 |

- ゲーム本『メガドライブ大全』（2004年、太田出版）では、主人公のブライアンが寡黙になっている点や、武器の購入や燃料の補給といった概念が無くなった事に関して「当時のパソコンユーザーの間では厳しい評価を受けてはいます」と触れた上で、ストーリーが子供向けであるとの指摘や主人公が寡黙である点に関しては、「背景に根差した世界観が透けて見え、しゃべらなくなったブライアンもやはりクールな一匹狼の賞金稼ぎのまま」と肯定的に評価、「本作の半分は『スペースオペラ』で、残りの半分は『男のロマン』から成っています」と総括した[12]。